# Ормонд на Мору (Флорида)
Ормонд на Мору (енгл. Ormond-by-the-Sea) је пописом одређено насељено место у америчкој савезној држави Флорида.

## Демографија
По попису из 2010. године број становника је 7.406, што је 1.024 (-12,1%) становника мање него 2000. године.
| Група             | 2000.         | 2010.         |
| Белци             | 8.054 (95,5%) | 6.978 (94,2%) |
| Афроамериканци    | 28 (0,3%)     | 61 (0,8%)     |
| Азијати           | 42 (0,5%)     | 43 (0,6%)     |
| Хиспаноамериканци | 194 (2,3%)    | 248 (3,3%)    |
| Укупно            | 8.430         | 7.406         |